# Þrasaborgir
Þrasaborgir är en kulle i republiken Island. Den ligger i regionen Suðurland, 50 km öster om huvudstaden Reykjavík. Toppen på Þrasaborgir är 404 meter över havet, eller 222 meter över den omgivande terrängen. Bredden vid basen är 8,6 km.
Trakten runt Þrasaborgir är nära nog obefolkad, med mindre än två invånare per kvadratkilometer. Närmaste större samhälle är Laugarvatn, omkring 10 kilometer nordost om Þrasaborgir. Trakten runt Þrasaborgir består i huvudsak av gräsmarker.